# 現代俳句協会
現代俳句協会（げんだいはいくきょうかい）は、1947年（昭和22年）9月に結成された全国規模の俳句団体の1つ。

## 概要
会長
高野ムツオ
機関誌
『現代俳句』（冊子版、月刊、旧『現代俳句協会会報』）、WEB版『現代俳句』
大会
現代俳句全国大会（年1）
会員数
約5,000人（2020年現在）
賞
現代俳句大賞、現代俳句協会賞（旧茅舎賞）、兜太現代俳句新人賞、現代俳句評論賞、現代俳句協会年度作品賞の各賞を主催
所在地
東京都千代田区外神田6-5-4、偕楽ビル（外神田）7F

## 歴史
1947年（昭和22年）9月に結成。東京では石田波郷・神田秀夫、関西では西東三鬼が中心となった。代表は石田波郷。翌年、機関誌『俳句芸術』を創刊。創設時の会員は38名。
1961年（昭和36年）には、現代俳句協会賞の選考などをめぐって世代間の対立が激化。当時幹事長だった中村草田男を中心としたグループが俳人協会を設立（草田男は幹事長解任）。
1964年（昭和39年）には、第1回現代俳句全国大会を東京で開催。
現在は拡大路線をとり、俳人協会や後に「花鳥諷詠」を掲げて設立された日本伝統俳句協会に並ぶ全国的な俳人組織となる。他の2組織と比べ自由な句形式を許容し、また、結社ではなく個人ベースでの入会ができる。
2023年（令和5年）に法人化、一般社団法人になった。

### 歴代会長
1. 三谷昭（1966年就任）
2. 横山白虹（1973年就任）
3. 金子兜太（1983年就任）
4. 松澤昭（2000年就任）
5. 宇多喜代子（2006年就任）
6. 宮坂静生 (2012年就任）
7. 中村和弘 (2018年就任）
8. 高野ムツオ (2024年就任）